# 1210-е годы
1210-е (ты́сяча две́сти деся́тые) го́ды по юлианскому календарю — промежуток времени с 1 января 1210 года по 31 декабря 1219 года, включающий 1210 год 1-го десятилетия   и с 1211 по 1219 годы    2-го десятилетия XIII века 2-го тысячелетия.  Они закончились 806 лет назад.

## Важнейшие события
- Альбигойский крестовый поход[1][2] (1209—1229) против катаров.
- Битва при Лас-Навас-де-Толоса (1212) в ходе реконкисты.
- Битва при Бувине (1214) — победа французов в ходе Англо-французской войны (1202—1214).
- Великая хартия вольностей (1215). Первая баронская война (1212—1217).
- Четвёртый Латеранский собор (1215). Орден доминиканцев (утверждён устав — 1216). Святой Доминик (1170—1221).
- Монгольско-цзиньская война (1211—1234). Пекин захвачен монголами (1215). Монгольское завоевание Средней Азии (1218—1221).
- Пятый крестовый поход (1217—1221). Крестовый поход детей (1212).

## Правители
- Оттон IV — император (1209—1215) .
- Филипп II Август — король (1180—1223) .
- Чингисхан — великий хан Монгольской империи (1206—1227).
- Го-Хорикава — император (1212—1234) .